# Klan Stewart
Stewart (gael. Stiùbhairt) −  nazwisko szkockich rodów i klanów. 
Według tradycji pochodzą od rycerza bretońskiego, osiadłego w XI w. w Szkocji. Został on obdarowany urzędem Wielkiego Stewarda Szkocji, przekazanym następnie potomkom, co z czasem dało początek nazwisku rodowemu Stewart (w zanglizowanej wersji Stuart).
Walter Stewart  (1293-1326), 6. Wielki Steward Szkocji ożenił się z najstarszą córką króla Roberta I, dzięki czemu jego syn mógł objąć tron jako Robert II Stewart. Dynastia Stuartów panowała w Szkocji, a od 1603 r. również w Anglii do 1714 r.
Inni potomkowie Wielkich Stewartów osiedlili się w Wyżynnej Szkocji (Highlands) dając początek kilku góralskim klanom, m.in.:
- Stewart of Appin;
- Stewart of Atholl;
- Stewart of Ardvorlich;
- Stewart of Garth.
- Stuart of Bute

Dzięki pokrewieństwu z panującą dynastią różne gałęzie rodu otrzymywały bogate nadania i tytuły dając początek wielu arystokratycznym rodom, m.in. markizom of Bute, markizom of Moray, hrabiom of Atholl, hrabiom of Mar.

## Herby i godła niektórych gałęzi Stewartów

Stuart, Markiz Bute
Stewart, Earl Galloway
Baron Stuart of Rothesay
Godło Stewartów z Appin
Godło Stuartów z Bute